# Chuck Fairbanks
Pour les articles homonymes, voir Fairbanks.
Chuck Fairbanks (né le 10 juin 1933 à Détroit - mort le 2 avril 2013  à Scottsdale, Arizona) est un entraîneur de football américain qui a dirigé des équipes lycéennes, universitaires et professionnelles américaines. De 1973 à 1978, il est l'entraîneur-chef des Patriots de la Nouvelle-Angleterre.

## Biographie

### Débuts
Né à Détroit, Fairbanks est diplômé de l'Université d'État du Michigan en 1955 après trois années de joueur dans l'équipe de football américain des Spartans. Il devient ensuite l'entraîneur-chef du lycée d'Ishpeming, Michigan. Après trois années, il accepte un poste d'assistant de l'équipe de football américain de l'Université d'État de l'Arizona où il passe quatre saisons. Fairbanks déménagé pour l'Université de Houston où il poursuit sa formation auprès de Bill Yeoman de 1962 à 1965.

### Entraîneur-chef de l'Université d'Oklahoma (1966-1972)
En 1966, il devient assistant de l'équipe de l'Université d'Oklahoma. En avril 1967, l'entraîneur-chef Jim Mackenzie meurt à l'âge de 37 ans. Fairbanks est promu entraîneur-chef quatre jours plus tard alors qu'il n'a que 33 ans. En six saisons, il mène Oklahoma à trois titre de conférence Big Eight avec 11 victoires et une défaite dans chacune de ses deux dernières saisons. Après son départ pour la Nouvelle-Angleterre, l'université est condamné pour des recrutements illégaux.

### Entraîneur-chef des Patriots de la Nouvelle-Angleterre (1973-1978)
Chuck Faibanks devient en 1973 le premier à être entraîneur et entraîneur-chef des Patriots de la Nouvelle-Angleterre. Il construit l'équipe en plus de l'entraîner quotidiennement. Fairbanks est le premier à gagner avec les Patriots, et réussit même à moderniser l'organisation de la franchise de Foxborough. Après plusieurs saisons de bilans négatifs, il inverse la tendance pour atteindre même les séries éliminatoires en 1978 contre les Oilers de Houston. Peu avant ce match historique, l'Université du Colorado lui fait un pont d'or avec un salaire de 45 000 dollars par an et jusqu'à 150 000 dollars de bonus. Il souhaite faire les séries éliminatoires avec les Patriots mais Billy Sullivan le vire avant de le réinstaller au poste à la veille du match contre les Oilers qu'il perd. Il part définitivement après cette défaite avec un bilan final de 46 victoires pour 40 défaites.

### Fin de carrière (1979-1983)
Fairbanks accepte finalement le pont d'or fait par l'Université du Colorado. Après trois saisons, 7 victoires et 26 défaites, Chuck Fairbanks est viré en 1981. Il finit sa carrière d'entraîneur en 1983 en dirigeant les Generals du New Jersey en United States Football League pour un bilan final de 6 victoires et 12 défaites.

### Retraite et fin de vie
Chuck Fairbanks meurt le 2 avril 2013 à l'âge de 79 ans à Scottsdale, Arizona,.